# 大倉村 (千葉県)
大倉村（おおくらむら）とは、千葉県香取郡にかつて存在した村である。香取市の地名として現存する。

## 地理
- 現在の香取市の北部、旧佐原市の東部に位置する。
- 村域は台地と平地が入り組む谷戸が多い地形になっている。
- 村内には利根川が流れている。

## 歴史

### 沿革
- 1889年（明治22年）4月1日 - 町村制施行に伴い、大倉村、丁子村の一部（丁子新田）が合併して香取郡大倉村が発足。
- 1955年（昭和30年）2月11日 - 大倉村は瑞穂村、新島村、津宮村とともに佐原市に編入。同日大倉村廃止。
- 2006年（平成18年）3月27日 - 佐原市が小見川町、山田町、栗源町と合併して香取市を新設。

変遷表
| 1868年 以前 | 1868年 以前      | 明治22年 4月1日 | 昭和30年 2月11日 | 平成18年 3月27日 | 現在   |
| ----------- | ---------------- | --------------- | ---------------- | ---------------- | ------ |
|             | 大倉村           | 大倉村          | 佐原市 に編入    | 香取市           | 香取市 |
|             | 丁子村字丁子新田 | 大倉村          | 佐原市 に編入    | 香取市           | 香取市 |

## 人口・世帯

### 人口
総数 [単位： 人]
| 1891年（明治24年） | 1,522 |
| 1903年（明治36年） | 1,706 |
| 1920年（大正 9年） | 1,630 |
| 1935年（昭和 5年） | 1,762 |
| 1940年（昭和15年） | 1,822 |
| 1955年（昭和30年） | 2,323 |

### 世帯
総数 [単位： 世帯]
| 1955年（昭和30年） | 356 |

## 交通
国鉄成田線が村域内を通っていたが、駅は存在しなかった。最寄り駅は水郷駅。